# Războiul anglo-egiptean
Războiul anglo-egiptean a avut loc în anul 1882 între forțele egiptene și sudaneze conduse de Ahmed ‘Urabi, pe de-o parte și Imperiul Britanic, susținut de Statele Unite, pe de altă parte. A pus capăt unei revolte naționaliste împotriva guvernatorului Tewfik Pașa și a extins mult influența britanică asupra țării, în detrimentul Franței.

## Context
În 1878, un ofițer de armată egiptean, Ahmed ‘Urabi, s-a revoltat și a inițiat o lovitură de stat împotriva lui Tewfik Pașa, guvernatorul Egiptului și Sudanului, datorită nemulțumirilor legate de diferențele mari în ceea ce privește salariile egiptenilor nativi și ale europenilor, dar și din alte motive. În ianuarie 1882, guvernele britanic și francez au trimis o notă comună guvernului egiptean, declarând recunoașterea lor față de autoritatea guvernoratului. În 20 mai 1882, nave de război britanice și franceze au ajuns în largul coastelor Alexandriei. În 11 iunie 1882, o revoltă anticreștină care a avut loc în Alexandria s-a soldat cu uciderea a 50 de europeni. Colonelul ‘Urabi le-a ordonat forțelor sale să oprească revolta, dar europenii au părăsit localitatea, iar armata lui ‘Urabi'a început să fortifice orașul. Flotila franceză a evitat un conflict direct, dar cum un ultimatum de a înceta înarmarea orașului a fost respins, navele de război britanice au început un bombardament de 10 ore și jumătate asupra Alexandriei, în data de 11 iulie 1882.

## Motivele invaziei
Motivele pentru care guvernul britanic a trimis o flotă de nave de război în apropierea țărmului Alexandriei este un subiect de dezbatere istorică, informațiile existente fiind controversate. 
În eseul lor din 1961 Africa și dinastia Victorienilor, Ronald Robinson și John Gallagher argumentau că invazia britanică a fost ordonată pentru a reprima anarhia creată de revolta ‘Urabi,  dar și pentru a proteja controlul britanic asupra Canalului Suez, pentru a menține această rută de navigație spre Oceanul Indian.
A.G. Hopkins a respins argumentul lui Robinson și Gallagher, citând documente originale și alte surse și susținând că nu se întrezărea nici un pericol pentru Canalul Suez din partea mișcării ‘Urabi,  și că ‘Urabi și forțele sale nu erau niște anarhiști haotici, ci mai degrabă contribuiau la menținerea legii și ordinii.:373–374 El mai susține că decizia cabinetului William Gladstone  a fost motivată de protejarea intereselor deținătorilor de obligațiuni britanice, cu investiții în Egipt, dar și de sporirea popularității în plan intern. Hopkins citează investițiile britanice în Egipt, care crescuseră masiv, ajungând pe primul loc în jurul anului 1880, ca o consecință a datoriei mari a guvernoratului în urma construirii Canalului Suez, dar și a legăturilor strânse existente între guvernul britanic și sectorul economic.:379–380 El scrie că interesele economice britanice se adăugau dorinței Partidului Liberal, aflat la putere, de a duce o politică externă activă pentru a câștiga popularitate în plan intern și în competiția cu Partidul Conservator.:382 Hopkins citează o scrisoare a lui Edward Malet, consulul  general britanic în Egipt din acea perioadă, trimisă unui membru al cabinetului Gladstone, transmițându-i felicitările sale pentru invazie: "Ați purtat bătălia întregii Creștinătăți, iar istoria o va recunoaște. Pot de asemenea să mă aventurez să spun că a dat Partidului Liberal o nouă infuzie de putere și popularitate.":385
John Galbraith și Afaf Lutfi al-Sayyid-Marsot  aduc argumente similare cu cele ale lui Hopkins, care se concentrează pe modul în care indivizi din guvernul britanic și-au folosit pozițiile pentru ca invazia să pară opțiunea cea mai favorabilă pentru cabinetul Gladstone. Ei descriu mai întâi o intrigă a lui Edward Malet, în care portretiza guvernul egiptean, superiorilor săi din cabinet, ca fiind instabil.:477 Malet se aștepta, în mod naiv, că îi poate convinge pe britanici să îi intimideze pe egipteni cu o demonstrație de forță, fără a lua în considerare o invazie totală.:477–478 Amiralul Beauchamp Seymour ar fi grăbit startul bombardamentului,  exagerând pericolul reprezentat de forțele lui ‘Urabi pentru vasele sale, în telegramele trimise guvernului britanic.

## Cauzele războiului

### Bombardamentul britanic

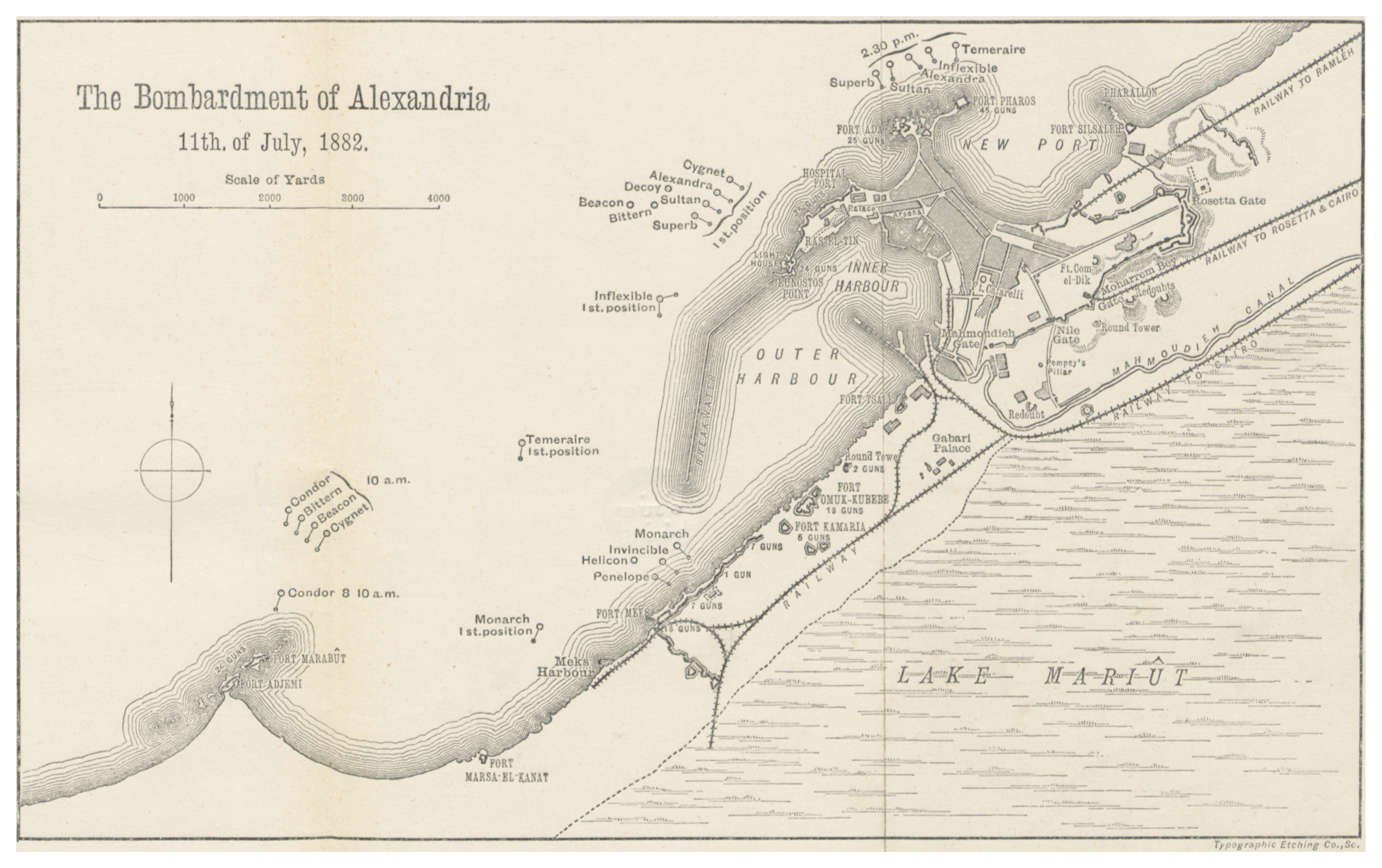
Bombardamentul Alexandriei

Flota britanică a bombardat Alexandria între 11 și 13 iulie, iar apoi infanteria marină a ocupat orașul. Britanicii nu au pierdut nici un vas,  dar cea mai mare parte a orașului a fost distrus de incendiile cauzate de obuze, dar și de oamenii lui ‘Urabi, care urmăreau să lase britanicilor un oraș în ruine. Tewfik Pașa, care își mutase tribunalul în Alexandria în timpul revoltei, l-a declarat pe ‘Urabi rebel și l-a demis din toate pozițiile deținute în cadrul guvernului.

### Răspunsul lui ‘Urabi
‘Urabi a reacționat, obținând o Fatwā din partea șeicului Al Azhar, care îl condamna pe Tewfik ca trădător de țară și religie, absolvindu-i de vină pe cei care luptau împotriva lui. ‘Urabi a declarat război Imperiului Britanic și a decretat mobilizarea. 

### Ordinul britanic de luptă

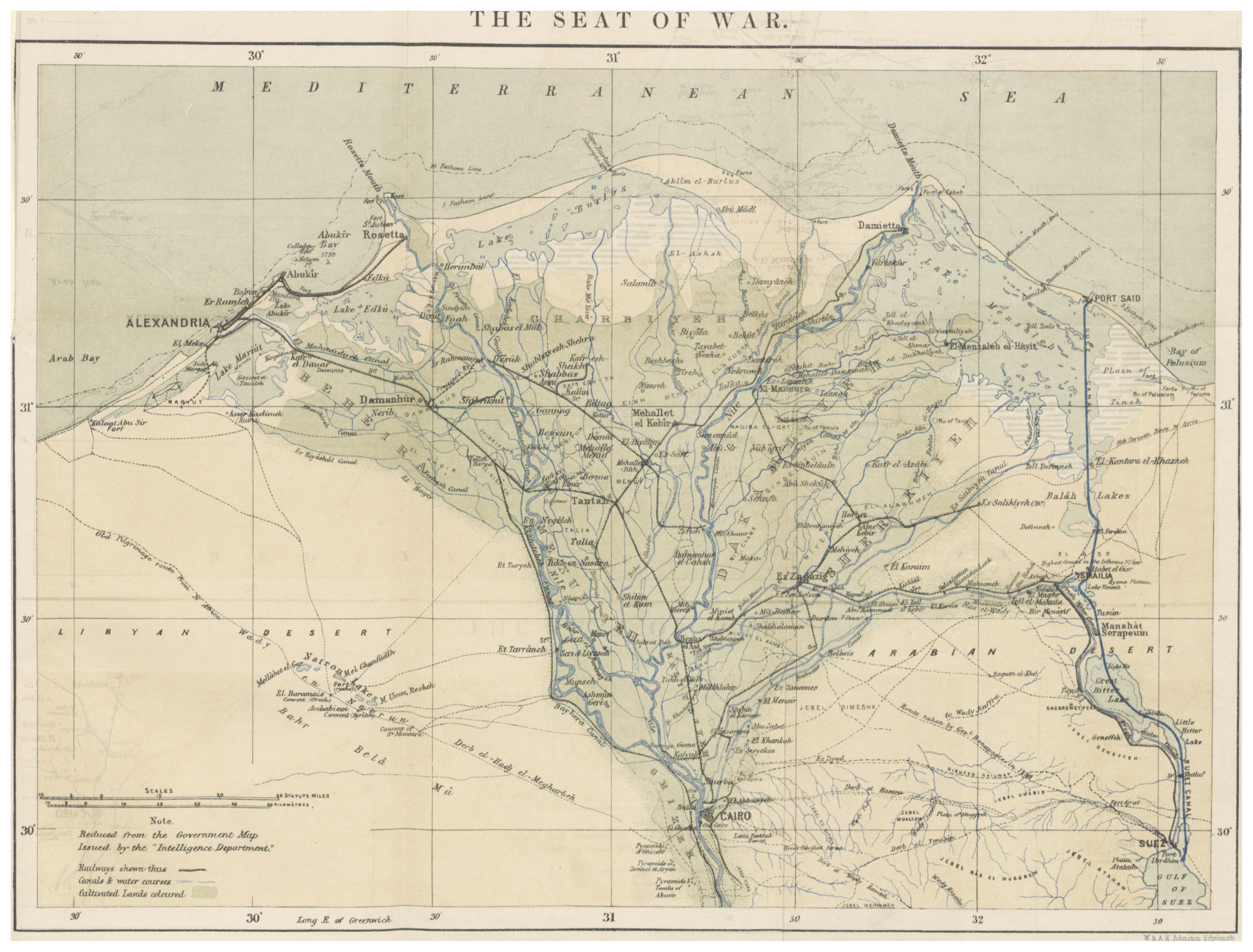
Zona de război, Alexandria şi Delta Nilului (1882)

Armata britanică a încercat să ajungă la Cairo prin Alexandria, dar a fost oprită timp de cinci săptămâni în urma bătăliei de la Kafr-el-Dawwar.
În august, o armată britanică, cu un efectiv de peste 40000 de soldați, comandată de Garnet Wolseley, prim viconte de Wolseley,  a invadat zona Canalului Suez. Avea mandat să distrugă forțele lui ‘Urabi și să curețe țara de rebeli.
Trupele de ingineri au plecat din Anglia spre Egipt în îulie și august 1882. Includeau subunități de pontoane, cale ferată și telegraf.
Wolseley a privit campania ca pe o provocare logistică, deoarece nu credea că egiptenii vor reuși să opună rezistență 

### Bătălia de la Kafr-el-Dawwar
În 5 august 1882 a avut loc această bătălie, între armata egipteană, condusă de Ahmed Orabi și forțele britanice, avându-l în frunte pe Sir Archibald Alison.  Încercând să afle forța pozițiilor egiptene de la Kafr-el-Dawwar, dar și să afle dacă zvonurile care spuneau că egiptenii se retrag sunt adevărate, Alison a ordonat un atac de probă în seara zilei de 5. Această acțiune a fost raportată de Orabi ca fiind o bătălie, iar în Cairo a ajuns vestea că trupele britanice, aflate în ofensivă, au fost respinse.  Majoritatea istoricilor consideră acțiunea ca fiind o recunoaștere în forță și nu un atac serios asupra liniilor egiptene. Totuși, rezultatul a fost că britanicii au abandonat orice speranță că vor putea ajunge la Cairo dinspre nord și și-au mutat baza de operațiuni la Ismailia.
Wolseley a sosit la Alexandria în 15 august și imediat a început să organizeze deplasarea trupelor prin Canalul Suez spre Ismaïlia. Acțiunea a fost finalizată rapid, Ismailia a fost ocupată în data de 20 august, fără rezistență.:67

### Bătălia de la Tel el-Kebir

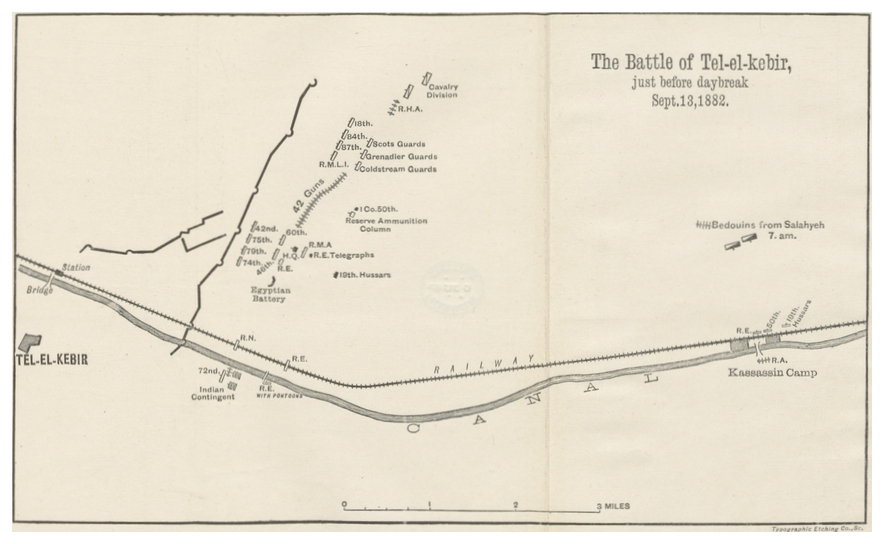
Tel el-Kebir

Ismailia a fost întărită cu 9000 soldați, după ce inginerii au reparat linia de cale ferată dinspre Suez. Un mic detașament a fost trimis de-a lungul Canalului cu apă dulce spre Kassassin, unde a ajuns în data de 26 august. Acolo au întâlnit inamicul. Depășite mult numeric, cele 2 batalioane cu 4 tunuri, au rezistat pe poziții până când întăririle de cavalerie grea au sosit, iar trupele britanice au trecut la ofensivă, forțându-l pe Arabi Pașa să se retragă, cu pierderi grele.:67–68
Principalul corp de armată a început să avanseze spre Kassassin și au fost făcute planurile pentru bătălia de la Tel el-Kebir. În 12 septembrie totul era gata și în cursul aceleiași nopți armata a mărșăluit spre bătălie.:68
13 septembrie 1882 - Urabi și-a redistribuit forțele pentru a apăra Cairo de armata lui Wolseley. Forța sa principală a săpat tranșee la Tel el-Kebir, la nord de calea ferată și Canalul cu apă dulce, ce legau Cairo de Ismailia. Apărarea a fost pregătită în grabă. Forțele lui ‘Urabi posedau 60 piese  de artilerie și carabine cu închizător. Wolseley a făcut personal câteva recunoașteri, și a observat că egiptenii nu aveau avanposturi în fața liniilor de apărare pe timpul nopții, astfel încât forțele atacatoare s-ar fi putut apropia la adăpostul întunericului. Wolseley și-a trimis forțele să se apropie de pozițiile egiptenilor pe timp de noapte și să atace frontal în zori.
Efectul surpriză nu a fost realizat, focurile de armă și de artilerie din redute au început când britanicii s-au apropiat la o distanță de 600 de yarzi. Trupele egiptene au fost stânjenite de fumul produs de propriile arme, reducând vizibilitatea asupra trupelor britanice, care continuau să înainteze. Cele trei batalioane britanice au ajuns la tranșeele inamice împreună, cu puține pierderi, obținând o victorie decisivă.:69
Oficial britanicii au pierdut doar 57 de soldați, în timp ce în rândul egiptenilor numărul victimelor a fost de circa 2000. Armata britanică a înregistrat mai multe pierderi datorită căldurii, decât datorită acțiunii inamicului.:130  Forțele lui ‘Urabi au fost puse pe fugă, iar cavaleria britanică le-a urmărit și a capturat orașul Cairo, care era neapărat.
Puterea a revenit în mâinile guvernoratului, războiul s-a sfârșit și cea mai mare parte a armatei britanice a mers la Alexandria și s-a îmbarcat spre casă, rămânând, din noiembrie, doar forțele de ocupație.:69

## După conflict

### Procesul lui ‘Urabi
Primul Ministru Gladstone a urmărit inițial să îl judece pe ‘Urabi și să îl execute, portretizându-l ca pe un "... tiran a cărui opresiune asupra poporului egiptean i-a lăsat suficient timp, în calitatea sa de Saladin al zilelor noastre, să masacreze creștini." După ce au fost studiate jurnalele sale și numeroase alte mărturii, era clar că există puține lucruri pentru a-l demoniza pe ‘Urabi într-un proces public. Acuzațiile asupra sa au fost reduse, după care a recunoscut rebeliunea și a fost trimis în exil.:384

### Ocupația britanică
Trupele britanice au ocupat Egiptul până la Tratatul Anglo–Egiptean din 1922 și cel din 1936, redând treptat controlul guvernului egiptean.
Hopkins argumentează că Imperiul Britanic a continuat ocuparea Egiptului după 1882 pentru a garanta investițiile britanice: "Marea Britanie avea interese importante de apărat în Egipt și era pregătită să se retragă doar dacă condițiile garantând securitatea acelor interese erau întrunite, ori acest lucru nu s-a  întâmplat":388 În conformitate cu acest punct de vedere, investițiile în Egipt au crescut în timpul ocupației britanice, ratele dobânzilor au scăzut, iar prețurile obligațiunilor au crescut.:389